# Alegrete
Alegrete là một đô thị thuộc bang Rio Grande do Sul, Brasil. Đô thị này có diện tích 7803,9 km², dân số năm 2007 là 88513 người, mật độ 11,34 người/km².